# Илькаев, Алексей
Алексей Илькаев — пермский независимый стрит-арт художник. Известен, прежде всего, изображениями грустных лиц на улицах Перми, отсюда и псевдоним Sad Face (в переводе с английского: «грустное лицо»), а также модификацией одного из символов Перми инсталляции «Счастье не за горами» Бориса Матросова на «Смерть не за горами». В 2018 году нарисовал на заснеженном льду Камы гигантское грустное лицо, что привлекло всеобщее внимание, через год работа была вновь воссоздана на том же месте, а позже подобный лэнд-арт художник воплотил в Краснодарском крае, Челябинске и Казани. Художник известен и под другими именами: Айвен Го, Алекс Венс, Алекс Го, Женя Львов, Лёва Островский, Лёша Триганде.
По версии отдела культуры федерального РИА Новости Алексей Илькаев входит в число художников будущего. В 2018 году стал обладателем премии «Человек года — 2018» в номинации «Культура» по версии слушателей радиостанции «Эхо Перми».

## Биография
Заниматься творчеством начал с самого детства. Участвовал в стрит-арт проекте «Длинные истории Перми», где познакомился с Максимом Черным, с которым в последующем создал многочисленные художественные проекты, а также пространство «Дом Грузчика».
С 2011 по 2013 год активно участвовал в различных выставках. В 2012 году учился в школе современного искусства «Арт-политика». После на 5 лет практически прекратил свою художественную деятельность.
В мае 2017 года произошёл переломный момент в жизни художника — попал в аварию, это побудило его снова вернуться в искусство.
На данный момент художник живёт и работает в Перми.

## Творческая деятельность

### Начало. 2011—2013

#### Sad Face
В 2011 году в г. Пермь на перекрестке улиц Куйбышева и Революции появилось изображение «Лик», положившее начало серии работ Sad Face. Такое название изображению дали местные жители. Сам художник в 2018 году в интервью для сайта 59.ru рассказал, что подразумевал на самом деле:
«— На самом деле, Sad Face появился случайно, изначально я рисовал просто лаконичное лицо — так обычно изображают лики на иконах — просветленное и одухотворенное. Как-то я изображал лик на одном из домов и взял слишком много краски. Краска потекла, и лицо „загрустило“. Это было на стене дома на углу Куйбышева и Революции. Прохожие говорили: „Смотрите, какое грустное лицо“, „Почему оно грустное?“, о нем стали писать в интернете. И я решил продолжить тему».
Далее в подобном стиле появляются многочисленные изображения на заборах, трансформаторных будках, домах и тд. Грустные лица становятся своеобразной визитной карточкой Перми, сейчас же изображений уже нет, сохранились только фотографии.
- В этом же году появляется следующая работа Sad Face «Пикачу». Своей формой инсталляция напоминает всеми известного мульт-персонажа Пикачу, однако здесь он не привычного желтого цвета, а чёрного, на лице у него грустный лик. Художник комментирует свою работу так:

«Этого Пикачу из бетона и стали я сделал год назад под впечатлением тех событий, когда началось уголовное преследование людей за ловлю покемонов в храмах и на территориях заводов. Мне показалось это диким, и первое что я сделал: засунул этого Пикачу под трактор на коллективной выставке — Рабочая практика. Никакой свободы врагам свободы».
- 4 октября 2012 года в галерее современного искусства «GREEN ART» открылась персональная выставка художника «Sad Face. Black & White», куратор выставки — Сергеев Арсений. Из текста к выставке:

«Первые чёрно-белые „лики“ появились на пермских улицах осенью 2011 года. В ту же зиму „чёрные человечки“ или „сэд фэйсы“ (от англ. „sad face“ — печальное лицо), как горожане окрестили их в Сети, появились повсеместно, буквально оккупировали город. Подобного рода художественный спам, по словам автора уличных фресок, является проблематизацией жизни города и его жителей в частности. Высказывание художника выражает попытку отразить психологическое состояние человека, некомфортно существующего в мире современного российского города, с его стрессом, жёстким ритмом, навязчивой, лезущей отовсюду информацией, обязательствами, спешкой, конкуренцией, ориентацией на успех». 
На выставке помимо фотографий, был представлен видео-арт: «Black & White», «Sterilization», «Ural moutains». Выставка длилась до 5 января 2012 года.
- С 23.11.12 по 23.12.12 на выставке «Anonymous» были представлены работы из серии Sad Face.

- С 10.02.13 по 12.03.13 2013 на территории Центра современного искусства ВИНЗАВОД прошла выставка «Вектор Перми». Sad Face совместно с Мартой Пакните создал «Sad Face Tribute» (Трибьют «Уличной фреске»). Марта Пакните в рамках воркшопа Марка Дженкинса «Бесплотные — фигуры из скотча» создала человеческую фигуру, фреска была выполнена Алексеем Илькаевым[11].

### Творческий кризис. 2013—2017
После 2013 года художник практически исчезает из художественной жизни.
- В 2014 совместно с художниками Алексеем Щигалевым и Максом Чёрным создал пространство «Дом Грузчика»[5].

- Через год в пространстве «Дом грузчика» с 16.05.15 по 27.05.15 прошла групповая выставка «[3 5 8] [три пять восемь]» с участием Sad Face[12].

- С 12.04.17 по 24.04.17 в этом же пространстве «Дом грузчика» прошла персональная выставка «Алекс Го. Долой уныние!»[13].

- 13 мая 2017 года Алексей Илькаев попал в аварию, это явилось переломным моментом в его художественной жизни, он снова возвращается к проекту Sad Face:

«И вот из-за этой аварии я понял, что время убывает, и хочется что-то в искусство еще привнести, какой-то оставить след в культуре города и России в целом. Это был такой пиковый момент, когда я понял, что надо сейчас что-то делать. И я снова стал делать серьезные работы.»

### 2018

#### КАМА
17 января 2018 года на заснеженном льду Камы появилась грандиозная работа «КАМА». Художник прямо на льду с использованием краски вытоптал огромное грустное лицо, что принесло ему широкую известность: об этом написали региональные, федеральные СМИ, один из самых известных современных российских журналистов Юрий Дудь отменил произведение художника в своём Инстаграме. Позже Юрий Дудь в выпуске шоу «ВДудь» про российский MTV появится в футболке с принтом работы Sad Face.
- Примерно в это же время художник участвует в арт-ярмарке «Wandelism» в Берлине. Он изображает на Берлинской стене свой фирменный грустный лик[16].
- 8 марта организовал флешмоб «Сущий ад», в котором приняли участие 8 человек, одетые в черные мантии и маски. Они бродили по улицам, раздавали прохожим шарики, цветы и хорошее настроение.

#### Смерть не за горами
11 октября 2018 Алексей Илькаев изменил инсталляцию-символ Перми «Счастье не за горами» Бориса Матросова на «Смерть не за горами».

В результате в отношении Илькаева было возбуждено уголовное дело по факту порчи арт-объекта (ч.1 ст. 214 УК РФ). Художник добровольно компенсировал 45 тыс. руб. причинённого ущерба, дело было закрыто, инсталляция отреставрирована. 
«Мне хотелось вызвать общественный интерес, дискуссию на тему смерти», — говорит в интервью художник, — я рад, что не посмертно эта моя идея всплыла, что мне лично удалось ее реализовать. Я считаю, что я свою задачу как художник выполнил" .
Российский искусствовед и куратор Андрей Ерофеев считает, что Алексей Илькаев наоборот своим художественным жестом поднял работу Матросова до действительно художественного произведения: 
«Слоган Матросова определённо устарел и обмельчал. В сегодняшнем контексте он выглядит рекламным трюком креативных риелторов — поступок же Илькаева вновь поднимает его на высоту художественного произведения. При этом Илькаев действует в соответствии с правилами русского искусства: с точки зрения смыслов, новый лозунг продолжает линию гражданской ответственности, экзистенциального мировосприятия и вообще „здравого смысла“. Именно здравый смысл истин, на которых держится мир, наши радикалы-художники не раз предлагали одураченному и обезумевшему обществу в качестве лекарства-антидота. В отношении формы Илькаев также демонстрирует типичный русский подход: практика частичных вторжений в контекст произведений с неизбежным нарушением смысла и авторских прав наблюдается у нас повсеместно и в истории, и в современности — в перестройках архитектурных памятников, в жонглировании скульптурами, наконец, даже в записи древних икон, то есть дерзком акте поновления святынь, которым занимались поколения иконописцев. Так что если и говорить о вандализме (в котором сегодня обвиняют Илькаева), то проявился он в совершённом властями уничтожении илькаевского лозунга».
- В декабре 2018 создал бетонную скульптуру из 22 матрёшек, высота самой крупной — 2 метра, самой маленькой — 5 мм. Описание художника: «На лице печаль, а внутри пустота. Русская печальная матрёшка»[18].

### 2019
В 2019 году художник начинает создавать свои лэнд-арт работы не только в Перми, но и в других российских городах.
- «Смерть — кайф, жизнь — боль». Выполнена в рамках фестиваля «Ковчег культуры», Краснодар[19].

- «Смерть». В рамках фестиваля уличного искусства «Карт-бланш» в Екатеринбурге на пересечении улиц Белинского и Фурманова художник создал арт-объект, который представлял собой слово «Смерть», каждая буква была вырезана из красной фанеры, а рядом с надписью располагались белые тапочки. Интересно то, что эта территория входит в список площадок для строительства храма Святой Екатерины. Инсталляцию практически сразу разрушили, а буквы убрали[20].

- KAMA 2:0. Художник снова повторил огромный грустный лик на льду Камы. В интервью газете «Звезда» рассказал, что будет повторять арт-объект каждый год[21].

- 2 апреля прошла персональная выставка «Sad Face. Боль и воспоминания о боли» в Dukley European Art Community[22].
- Лэнд-арт в Казани. Изобразил огромное грустный лик, подобный работе КАМА.

- Лэнд-арт в Краснодарском крае. На поле с помощью трактора вспахал землю в форме Sad Face[23].
- 6 октября создал Лэнд-арт в Челябинске. Нанёс «приглашение для инопланетян» с Sad Face на площади Революции в Челябинске в рамках «Арт-резиденции»[24].